# Juan Brüggen Messtorff
Juan Brüggen Messtorff (Lübeck, Alemanha, 25 de abril de 1887 – Santiago, 7 de março de 1953) foi um geólogo germânico-chileno. Seu mais importante trabalho foi um extensivo tratado sobre Fundamentos de la geología de Chile, publicado em 1950. O Glaciar Brüggen, no Campo de gelo do sul da Patagónia, foi nomeado em sua homenagem.

## Biografia
Johannes Brüggen era filho do empresário Lübeck e sócio da empresa H. & J. Brüggen, Heinrich Brüggen e sua esposa Marie, nascida Messtorff. John Brueggen estudou geologia e ciências naturais nas universidades de Jena, Zurique,  Berlim (universidade e academia de mineração), Viena, Bonn (ele recebeu seu PhD em Bonn) e de abril de 1910 em Rostock. 1911, ele foi inicialmente um assistente de pesquisa na Universidade Técnica de Delft.
Em meados de 1911, o Ministério de Obras Públicas do Chile o comprometeu com o Chile, onde inicialmente tinha um contrato de consultoria com o governo como geólogo. Como professor titular de geologia, fundou o Instituto de Geologia da Universidade de Chile em 1917 e tornou-se chefe do escritório de geologia chileno. Por motivos de saúde, ele se aposentou do aprendizado em 1942.
Johannes Brüggen era casado com a escritora alemão-chilena Herta Lenz (* 1895 em Santiago do Chile), filha do pedagogo e estudioso literário românico Rodolfo Lenz , com quem teve três filhas, desde 1913.

## Obras
O trabalho do Dr. Brüggen é muito extenso e encontra-se espalhado em inúmeros livros, brochuras e artigos em revistas científicas chilenas e estrangeiras. Suas publicações somam 71 títulos ou mais.
Entre suas obras mais conhecidas estão Fundamentos de la Geología de Chile (1950) e Relatório geológico sobre as águas subterrâneas da região de Calama. Esses trabalhos científicos cobrem aspectos especialmente substantivos da geologia chilena que, considerados estudos de pesquisa, senão definitivos, pelo menos até hoje têm sido uma contribuição importante e fundamental para o desenvolvimento da mineração chilena.

## Escritos em Alemão
Obsː tradução livre dos títulos.
- (como Hans Brüggen): Die Gastropoden und Lamellibranchier des unteren Senons von Nord-Perú. Stuttgart: Schweizerbart 1910, zugl. Bonn, Univ., Diss., 1910 (Teilabdruck) / Os gastrópodes e lamelibrânquios do baixo Senon do norte do Peru. Stuttgart: Swiss beard 1910, plus Bonn, Univ., Diss., 1910 (impressão parcial)
- Die Fauna des unteren Senons von Nord-Perú. Stuttgart: Schweizerbart 1910 (Beiträge zur Geologie und Palaeontologie von Südamerika 16); (Neues Jahrbuch für Mineralogie, Geologie und Paläontologie, Beilageband 30) / A fauna do baixo Senon, no norte do Peru. Stuttgart: Schweizerbart 1910 (Contribuições para a geologia e paleontologia da América do Sul 16); (Novo Anuário de Mineralogia, Geologia e Paleontologia, Suplemento 30)
- Grundzüge der Geologie und Lagerstättenkunde Chiles, 1934 / Noções básicas de geologia e depósitos minerais do Chile, 1934
- Zwei Vorkommen artesischen Grundwassers in der Nähe Santiagos. Santiago 1936 / Dois depósitos de água subterrânea artesiana perto de Santiago. Santiago 1936